# Skiskydning under vinter-OL 2018 – jagtstart – Herrer
Jagtstart for herrer bliver afviklet over 12,5 km. Konkurrencen blev afholdt 12. februar 2018. 

## Konkurrencen
Hver deltager skyder fire gange à 5 skud, to gange liggende og to gange stående. For hver forbier må deltageren ud på en strafferunde.
Resultatet af sprinten, den 11. februar 2018, bestemmer udgangspunktet for jagtstarten. Vinderen af sprinten starter først og øvrige deltagere starter det antal sekunder de sluttede efter vinderen. Kun de 60 bedste i sprinten får lov at deltage. 

## Resultater
| Placering | Start# | Navn                 | Nation   | Start | Tid     | Strafferunder (L+L+S+S) | Tidsdiff. |
| --------- | ------ | -------------------- | -------- | ----- | ------- | ----------------------- | --------- |
| 1.        | 8      | Martin Fourcade      | Frankrig | 00:22 | 32:51,7 | 1 (1+0+0+0)             | –         |
| 2.        | 14     | Sebastian Samuelsson | Sverige  | 00:34 | 33:03,7 | 1 (0+0+1+0)             | +12,0     |
| 3.        | 6      | Benedikt Doll        | Tyskland | 00:18 | 33:06,8 | 1 (0+1+0+0)             | +15,1     |
| 4.        | 13     | Tarjei Bø            | Norge    | 00:34 | 33:54,3 | 3 (0+0+1+2)             | +1:02,6   |
| 5.        | 7      | Simon Schempp        | Tyskland | 00:21 | 33:54,4 | 3 (0+0+1+2)             | +1:02,7   |
| 6.        | 15     | Benjamin Weger       | Schweiz  | 00:37 | 33:54,8 | 2 (1+0+0+1)             | +1:03,1   |
| 7.        | 12     | Simon Desthieux      | Frankrig | 00:32 | 33:55,4 | 3 (1+0+1+1)             | +1:03,7   |
| 8.        | 1      | Arnd Peiffer         | Tyskland | 00:00 | 34:05,8 | 3 (0+0+1+2)             | +1:14,1   |
| 9.        | 5      | Erlend Bjøntegaard   | Norge    | 00:17 | 34:18,0 | 4 (1+0+0+3)             | +1:26,3   |
| 10,       | 10     | Lukas Hofer          | Italien  | 00:31 | 34:24,4 | 3 (1+1+1+0)             | +1:32,7   |

## Medaljeoversigt
| Event            | Guld                       | Sølv                           | Bronze                   |
| ---------------- | -------------------------- | ------------------------------ | ------------------------ |
| Jagtstart Herrer | Frankrig · Martin Fourcade | Sverige · Sebastian Samuelsson | Tyskland · Benedikt Doll |